# Symphony of Death
Symphony Of Death è un Mini-LP del gruppo musicale power metal tedesco Grave Digger, uscito nel 1994 per la GUN Records.

## Tracce
1. Intro – 0:57
2. Symphony Of Death – 4:27
3. Back To The Roots – 4:28
4. House Of Horror – 3:37
5. Shout It Out – 3:10
6. World Of Fools – 5:04
7. Wild And Dangerous – 2:45

## Formazione
- Chris Boltendahl - voce
- Uwe Lulis - chitarra
- Tomi Göttlich - basso
- Jörg Michael - batteria, percussioni